# Karel Hník
Karel Hník (Jilemnice, Districte de Semily, 8 d'agost de 1991) és un ciclista txec, professional des del 2009. Practica també el ciclocròs.

## Palmarès
- 2012
  -  Campió de Txèquia sub-23 de contrarellotge
- 2014
  - 1r al Tour d'Alsàcia i vencedor d'una etapa
  - Vencedor d'una etapa a la Volta a l'Alentejo
  - Vencedor d'una etapa al Trofeu Joaquim Agostinho